# Flaga Quebecu
Oficjalna flaga prowincji Quebec, potocznie nazywana fleurdelisé
została wprowadzona przez rząd Maurice'a Duplessisa, 21 stycznia 1948 roku.
Biały krzyż na lazurowym lub błękitnym tle rozdziela flagę na cztery części i symbolizuje katolickie dziedzictwo oraz czystość zamiarów, kolor błękitny na fladze jest kolorem francuskiej monarchii, podobnie jak kwiaty białych lilii, które nawiązują do francuskich korzeni Quebecu.